# Громок Денис Михайлович
Денис Михайлович Громок (нар. 2 жовтня 2000) — український футболіст, півзахисник вінницької «Ниви».

## Життєпис
Вихованець столичних «Зірки» та РВУФК. У сезоні 2017/18 років виступав за київський «Арсенал» в юніорському чемпіонаті України. Наступного сезону залучався до молодіжної команди «канонірів».
Напередодні старту сезону 2019/20 років перейшов у «Ниву». Дебютував у футболці вінницького клубу 27 липня 2019 року в програному (0:1) виїзному поєдинку 1-о туру групи А Другої ліги проти житомирського «Полісся». Денис вийшов на поле на 69-й хвилині, замінивши Ігора Маляренка.
- Візитна картка футболіста на офіційному сайті УПЛ [Архівовано 22 липня 2020 у Wayback Machine.]
- Профіль футболіста на сайті soccerway.com (англ.) (нім.)
- Громок Денис Михайлович на сайті transfermarkt.com (англ.)
- Профіль футболіста на сайті FootballFacts.ru (рос.)
- Профіль гравця [Архівовано 22 липня 2020 у Wayback Machine.] на сайті soccerpunter.com
- Профіль гравця [Архівовано 12 грудня 2019 у Wayback Machine.] на сайті footballdatabase.eu